# Biblioteca perdida de Iván el Terrible

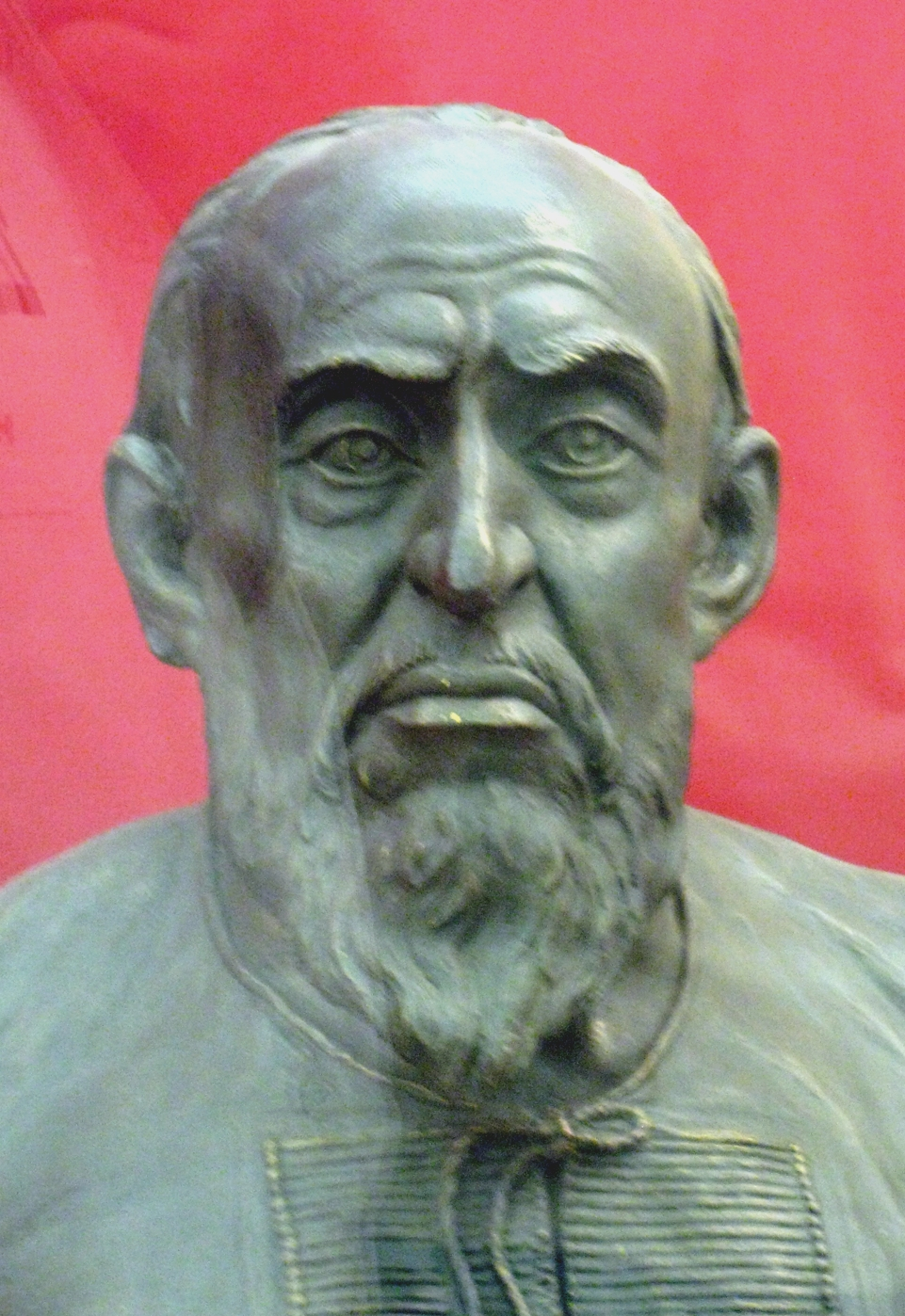
Reconstrucción facial forense de Iván IV o Iván el Terrible.

La Biblioteca perdida de los Zares de Moscú, también conocida como la Biblioteca Dorada, es una biblioteca que se especula que fue reunida por Iván el Grande en el siglo XVI. También es conocida como la Biblioteca de Iván el Terrible, a quien se le acredita su desaparición. Se cree que se trataba de una colección de libros raros, únicos o de gran valor de literatura griega antigua, latina y egipcia provenientes de las bibliotecas de Constantinopla y Alejandría; así como textos chinos del siglo II y manuscritos de la época de Iván IV.
Históricamente la biblioteca se ha ubicado por debajo del Kremlin de Moscú y se ha convertido en una fuente de interés para investigadores, arqueólogos, cazadores de tesoros; y figuras históricas como Pedro I de Rusia y Napoleón Bonaparte.
Bajo el reinado de Iván IV de Rusia (1533-1584) surgieron algunas leyendas sobre la biblioteca, tales como:
- La colección formaba parte de la dote de la princesa bizantina Sofía Paleóloga, segunda esposa de Iván III.[1]
- Iván IV maldijo la biblioteca antes de morir para que causara ceguera a aquellos que se acercaran a la locación de los libros.
- Iván IV trató que los eruditos tradujeran los textos antiguos para ampliar sus conocimientos en magia negra.

## Historia
La referencia más temprana a la biblioteca perdida data de 1518 cuando el monje Michail Trivolis (también conocido como Máximo el Griego o Máximo el Filósofo) fue enviado a Moscovia y conoció a Basilio III de Moscú, el hijo de Iván III. La reputación de Trivolis como erudito y traductor de obras como el Libro de los Salmos al ruso llamó la atención de Basilio III. Fue en un encuentro entre ambos donde se describe que "incontables multitudes de libros griegos" fueron mostrados por Basilio a Michail. Un contemporáneo ruso de Michail llamado Andréi Kurbski escribió una biografía de él llamada "La historia de Máximo el Filósofo". Este biógrafo, quien era miembro de la nobleza de Moscú, detalló este encuentro entre Michail y Basilio: "Máximo quedó asombrado e impresionado, y le aseguró al príncipe que incluso en Grecia nunca había visto tantos libros griegos".
Cerca de 80 años después de que Kurbski escribiera la biografía de Máximo, aparece la siguiente mención de la biblioteca así como una locación. El escritor livonio Franz Nyenstadt escribió en su Crónica sobre Livonia sobre Johannes Wetterman, un ministro protestante alemán que estableció una iglesia en Rusia y conoció a Iván IV. Iván supuestamente había estado escondiendo multitud de armas debajo del Kremlin de Moscú (algunas de las armas fueron descubiertas en 1978 por trabajadores de la construcción soviéticos que trabajaban en el metro). Wetterman fue llamado por Iván para que buscara no un arsenal de armas, sino libros antiguos que habían sido asegurados en un almacén bajo llave en algún lugar en el interior del Kremlin durante más de cien años. Se les indicó a Wetterman, otros tres alemanes y tres oficiales rusos que realizaran una inspección a las obras. Wetterman notó que había muchos trabajos presentes a los que otros eruditos solo hicieron referencia de pasada porque habían sido destruidos en incendios o perdidos durante guerras anteriores. A Wetterman se le ofreció la oportunidad de trabajar con y traducir uno de los libros encontrados en la inspección. Sin embargo, Wetterman temía que tomar dicha tarea lo conduciría a más trabajo, lo que lo mantendría en Moscú indefinidamente. Así, las obras se resguardaron nuevamente debajo del Kremlin quizás para protegerlos de posibles incendios.
Un reporte de 1724 del sacristán de la Iglesia de Juan Bautista de Moscú, Konon Ósipov, menciona un descubrimiento hecho por V. Makáriev en 1682, a quien se le ordenó que fuera hacia un pasaje secreto del Kremlin y encontró una habitación llena de baúles. Cuando Makáriev reportó el hallazgo a la princesa Sofía Alekséyevna Románova, ella prohibió el acceso a esas instalaciones.
Este Iván, nieto de Sofía, habría ampliado el acervo de la biblioteca con nuevas adquisiciones en Europa, habiéndola escondido en algún lugar oculto del Kremlin de Moscú u otros lugares. Desde su muerte en 1584, la biblioteca se considera perdida.

## La búsqueda de la Biblioteca Perdida
Pedro el Grande intentó localizar la Biblioteca con la esperanza de encontrar tesoros que ayudarían a la tesorería del Estado después de varios años de participar en guerras.
A principios del siglo XIX, el profesor Christoph Christian von Dabelow de la entonces Universidad de Dorpat (Universidad de Tartu) declaró haber visto en los archivos de la ciudad de Pernau (Pärnu) un documento llamado "Manuscritos en poder del zar". Dabelow dejó Pernau para informar del hallazgo al profesor Walther Friedrich Clossius, un colega universitario. Sin embargo, al volver a los archivos de Pernau el documento aparentemente había desaparecido. La única información que queda del documento fue algo de lo que Dabelow copió en su primera visita. La información (conocida como la "Lista de Dabelow") detalla que los zares tenían alrededor de 800 manuscritos y algunos de ellos fueron regalados a Rusia por un emperador bizantino desconocido.
En 1834, el profesor Clossius escribió en una colección de historia de Rusia que incluía la obra de Nikolái Karamzín, el autor de "Historia del Estado Ruso". Karamzín menciona el encuentro entre Iván IV y el ministro protestante Wetterman. En el artículo del profesor Clossius él creyó que la Biblioteca Perdida había sido destruida en incendios causados por la invasión polaca del siglo XVII.
En la década de 1890, el profesor Thraemer de la Universidad de Estrasburgo localizó un manuscrito con himnos de Homero que él creía fue parte de una colección de manuscritos llevados a Moscú por la princesa bizantina Sofía Paleóloga cuando se casó con Iván III de Rusia. Iván III y Sofía se casaron en 1472 y su dote incluía una rara colección de libros de las bibliotecas de Constantinopla y Alejandría. En 1891 el profesor Thraemer vivió en Moscú por varios meses buscando en todas las bibliotecas y archivos de la ciudad con la esperanza de localizar la Biblioteca Perdida. Thraemer finalmente decidió que debía estar localizada dentro de habitaciones subterráneas debajo del Kremlin.
En 1893, el profesor I.E. Zabelin escribió un artículo llamado "Las cámaras subterráneas del Kremlin de Moscú" en el que concluyó que la biblioteca existió allí pero que fue destruida en el siglo XVII. Por esta época se hicieron algunos intentos de excavar debajo del Kremlin. Las excavaciones revelaron varias cámaras y túneles subterráneos pero todos estaban vacíos.
Varios académicos rusos de la época también refutaron la existencia de la Biblioteca. En 1898, S.A. Belokúrov escribió que "La Historia de Máximo el Filósofo" no fue escrita por Andréi Kurbski, sino por otro monje 75 años después. Belokúrov declaró que encontró suficientes contradicciones e inconsistencias en la biografía de Máximo el Griego que creyó que Máximo ni siquiera vio la Biblioteca. Belokúrov también creyó que el documento del profesor Dabelow fue una falsificación y refutó otras fuentes.
A principios del siglo XX, el arqueólogo Ignatiy Stelletsky se convirtió en un buscador de la Biblioteca Perdida. Un artículo de The New York Times de 1929 detalla la búsqueda de Stelletsky, el cual encontró archivos que mostraban "dos grandes salas llenas de cofres del tesoro y que se sabe que existen bajo el Kremlin" medio siglo después de la muerte de Iván el Terrible. También reportó el hecho de que el ministro protestante Wetterman jamás regresó a casa después de estar en Moscú. Según la leyenda, Iván IV cegó al arquitecto de la Catedral de San Basilio para que no fuera capaz de recrearla y esconder sus secretos. Por lo tanto, la intervención de Iván el Terrible en la desaparición de Wetterman después de que éste viese la Biblioteca parecería plausible. Sin embargo, la búsqueda de Stelletsky finalizó sin haber encontrado la Biblioteca.
En 1978, S.O. Shmidt describió una obra no publicada del arqueólogo Nikolái Nikoláievich Zarubin de la década de 1930 llamada "La Biblioteca de Iván el Terrible y sus libros". Zarubin argumentó que la obra de Belokúrov no era imparcial cuando proclamó que la Biblioteca no existió.
Para la década de 1990, los arqueólogos habían expandido la búsqueda más allá del Kremlin: hacia Sérguiyev Posad, Aleksándrov y Dyakovo (un pueblo en la actual Bulgaria), todos ellos lugares bajo la influencia de Iván IV.
El catálogo de tal colección (no encontrado posteriormente) que afirmaría que entre los libros de la biblioteca se hallaban obras desaparecidas de Tito Livio, Cicerón o Virgilio. Lo cierto es que ya las citas de cronistas de siglos anteriores parecen hablar de algo más vinculado a la leyenda que a la realidad, y que además tres incendios sucesivos en Moscú, en 1547, 1571 y 1626, quizá podrían haberla destruido, sin olvidar la toma de la ciudad tras prolongado sitio por los polacos en 1612; aunque se ha buscado desde el siglo XIX, e incluso durante el periodo soviético, en Moscú y hasta en sesenta localizaciones más, no han aparecido libros atribuibles a esta colección.

## Hipótesis sobre la composición de la Biblioteca
La Lista de Dabelow contiene los siguientes trabajos:
- "Historia de Roma" de Tito Livio. De los 142 volúmenes de esta obra, solo nos han llegado 35.
- "Vidas de los doce césares" de Suetonio. Posiblemente fuera una copia más fiel que las actuales.
- "Historias" de Tácito. La lista menciona "algunos volúmenes" pero no especifica cuáles. De 12 libros de esta obra solo han sobrevivido los primeros cuatro libros y los primeros 26 capítulos del quinto.
- "Eneida" de Virgilio. Además, la lista muestra que la Biblioteca contenía una de sus obras con un nombre indescifrable "Ith ..." Clossius asumió que era una de las obras romanas perdidas, que a menudo se atribuía en la Antigüedad a Virgilio.
- "Historias" de Polibio. Una obra compuesta por un total de cuarenta volúmenes, solo han llegado hasta hoy en día enteros los primeros cinco. Del resto de la obra se conservan solo fragmentos (excepto el cuadragésimo libro que es el índice). No se indica cuáles volúmenes contenía la Biblioteca.
- "Comedias" de Aristófanes.
- "Odas" de Píndaro. De las obras de este poeta solo nos han llegado cuatro libros de epinicios que suman 45 odas y algunos fragmentos sueltos.
- "De re publica" de Cicerón y ocho libros de "Historia" del mismo autor, una obra que no nos ha llegado.